# Cotys VIII
Cotys III, också kallad Cotys VIII, död 18 e. Kr., var regerande kung i Thrakien mellan 12 och 18 e. Kr.